# بوب فيلا
بوب فيلا (بالإنجليزية: Bob Vila)‏ هو مقدم تلفزيوني أمريكي، ولد في 20 يونيو 1946 في ميامي في الولايات المتحدة.

## وصلات خارجية
- بوب فيلا على موقع IMDb (الإنجليزية)
- بوب فيلا على موقع إن إن دي بي (الإنجليزية)
- بوب فيلا على موقع قاعدة بيانات الفيلم (الإنجليزية)